# Río Mapiri
Der Río Mapiri ist ein Fluss im bolivianischen Teil Südamerikas. 
Die Quelle des Río Mapiri liegt in der Bolivianischen Kordillere am Südwesthang des Ancohuma auf einer Höhe von 4755 m in dem See Laguna Huara huarani. Der Fluss heißt nicht in seiner Gesamtlänge Río Mapiri, sondern trägt in einzelnen Abschnitten seines Verlaufs unterschiedliche Namen, wobei der Fluss teilweise doppelte Namen trägt und die Namensabschnitte nicht eindeutig genauen Flussabschnitten zugeordnet sind.

## Verlauf

### Río San Cristobal
Der erste Flussabschnitt von dem Quellsee Laguna Huara Huarani bis zu dem von links kommenden Zusammenfluss mit dem Río Molina Pampa hat eine Länge von 45 Kilometern. Er heißt Río San Cristobal und fließt an der Stadt Sorata vorbei. Der Río Molina Pampa bildet den Grenzfluss zwischen der Provinz Larecaja und der Provinz Muñecas und vereinigt sich mit dem Río San Cristobal auf einer Höhe von 1725 m bei 15° 34′ 18″ S, 68° 46′ 25″ W.

### Río Llica
Nach der Vereinigung von Río Molina Pampa und Río San Cristobal trägt der Fluss über etwa 90 km den Namen Río Llica und fließt in nordwestlicher Richtung. Auf dieser Strecke fließt von links der Río Copani zu, und spätestens mit der Vereinigung des Flusses mit dem von links kommenden Río Camata bei Kilometer 137 und bei 15° 17′ 56″ S, 68° 16′ 13″ W heißt der Fluss dann Río Mapiri. Militärische Karten geben dem Fluss jedoch schon ab dem Río Copani den Namen Río Mapiri, streckenweise trägt der Fluss hier auch den Namen Río Consata.
Wichtige Ortschaft links des Río Llica ist Aucapata und die vorinkaische Siedlung Iskanwaya, rechts des Flusses liegen die Ortschaften Quiabaya, Collabamba, Pallayunga und Conzata.

### Río Mapiri
Der Río Mapiri zwischen dem Río Camata und dem Río Zongo ist in den zurückliegenden Jahrhunderten lange zur Goldgewinnung genutzt worden, und auch heute befinden sich entlang der rechts des Flusses gelegenen Städte Mapiri und Guanay noch einfache Goldwaschanlagen. Der Name Mapiri wird für diesen Flussabschnitt mindestens bis zum linksseitigen Zufluss des Río Atén benutzt, meist jedoch bis zum Zufluss von Río Tipuani, Río Challana und Río Zongo/Coroico zwischen Guanay und Teoponte, gelegentlich findet man den Namen auch bis zur Mündung in den Río Beni. Der Fluss fließt in diesem Abschnitt in südöstlicher Richtung und fällt auf nur 49 Kilometern um 103 Höhenmeter.

### Río Kaka
Spätestens ab Kilometer 222 bei 15° 30′ 3″ S, 67° 50′ 48″ W, wenn von rechts der Río Coroico zufließt, heißt der Fluss Río Kaka. Der Fluss hat jetzt eine Höhe von 411 m, und jenseits von Teoponte und Mayaya fließt er durch fast unbesiedeltes Gebiet und windet sich auf seinen letzten 92 Kilometer durch steile Vorgebirgstäler, bis er schließlich auf einer Höhe von 283 m den Río Alto Beni erreicht. Kurz vor der Flussmündung liegt die kleine Ortschaft Puerto El Carmen. Nach der Vereinigung der beiden Flussläufe trägt der Fluss die Bezeichnung Río Beni.
Unweit des Río Kaka lassen chinesische Unternehmen durch bolivianische Bergbaukooperativen illegal Gold fördern (Stand: 2022).